# 1522
1522. је била проста година.

## Догађаји

### Мај
- 28. мај — Турци су заузели утврђени град Книн и прогласили га седиштем Личког санџака.

### Август
- Википедија:Непознат датум — избио Устанак ритера

### Децембар
- 22. децембар — Завршена Опсада Родоса (1522)